# Eisenbergwerk Küttigen

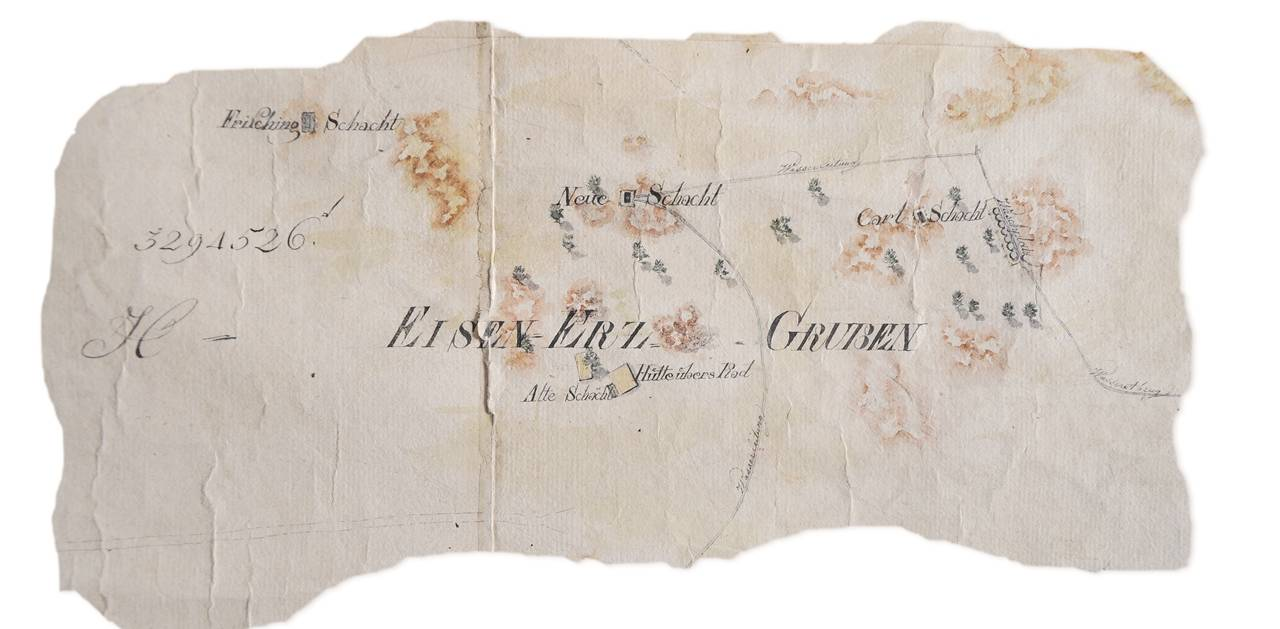
Karte des Eisenbergwerk aus dem Jahre 1795.

Im Eisenbergwerk Küttigen, im Buchwald zwischen den Dörfern Küttigen, Erlinsbach und der Stadt Aarau, wurde zwischen 1500 und 1850 in den Wäldern Bohnerz für die Eisengewinnung abgebaut.

## Topologie
Der Aarauer Erzberg beherbergt drei jahrhundertealte, zum Teil hunderte Meter lange Stollen. Eine schematische Abbildung dieser Stollen findet sich in Unterlagen des Quartiervereins Rombachtäli, der seit 2018 Erhebungen zur Geschichte dieses historischen Lebensraums durchführt und im Atlas der Schweiz. Das Abbaugebiet wird auch Hungerberg–Erzstollen im Rombach genannt.

## Geologie
Das Bohnerz im Buchwald ist die dritte Schicht auf dem weissen Jurakalk.

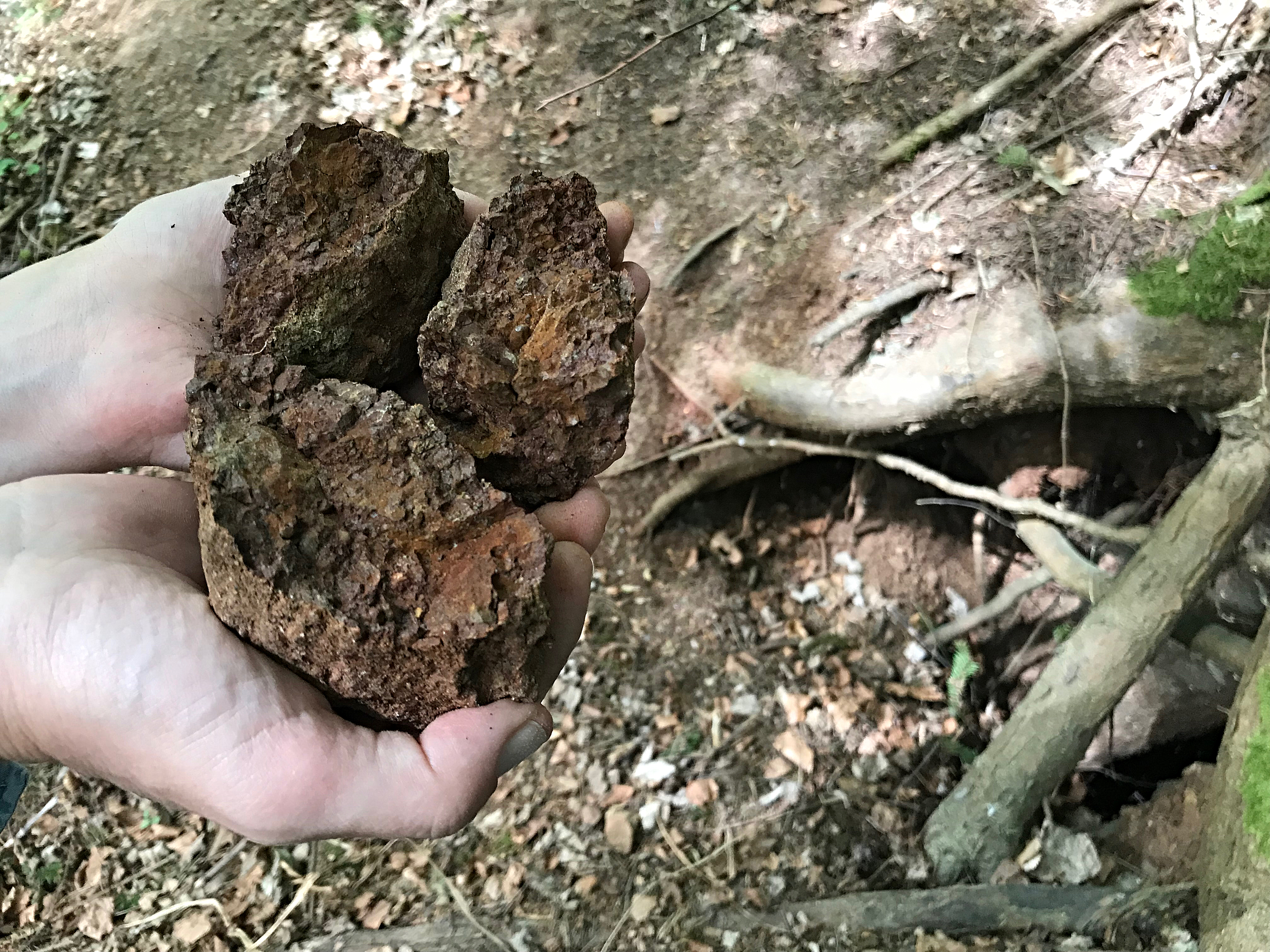
Bohnerz, am Eingang Erlachstollen bei Erhebungen des Quartiervereins Rombachtäli.

Das Bohnerz galt als eines der „schönsten und reichhaltigsten der Schweiz“.

## Biologie
Unzählige Gruben des Bohnerzabbaus sind in den Wäldern sichtbar, sie füllten sich teilweise mit Wasser und sind ein unerforschter Lebensraum für viele geschützte und bedrohte Arten.[Quelle?]

## Geschichte
Das Bohnerz hat möglicherweise schon früh zur Ausbeutung angelockt, so lässt der Name «Rombach» vermuten, dass der Rombach bereits den Römern bekannt war.
1550 wird die erste bergische Bergwergskonzession erwähnt. Sie gestattet in Biberstein Eisenerz zu graben und in Erlinsbach einen Hammer aufzurichten. Es existierten zur Bernerzeit 3 Bergwerke:
- Der Küttigerstollen am Tannenbächli hinter der Buchmatt,
- der Vorsichtstollen zuoberst Rombachtäli und
- der Erlachstollen gegen Obererlinsbach.

Der Erlachstollen allein lieferte 40'000 Kübel jährlich(Referenzjahr?).
Das Erz wurde in Trögen gewaschen, auf der Aare nach Albbruck geführt und in den St. Blasischen Schmelzöfen verhüttet. Historische Schriften beschreiben die harte Arbeit und Bezahlung der Arbeiten, die unter Tage und an Waschplätzen Schwerstarbeit leisteten und damit den heutigen Wohlstand der Gemeinde mitbegründeten.
1784 wurde das Bergwerk unter die Aufsicht von Monsieur le Capitaine, Franz Samuel Wild gestellt, welchem auch das Salzbergwerk Bex (Le Bévieux) als Berghauptmann unterstanden.
Der Aarauer Major und Revolutionär Daniel Pfleger besass das Rombachgut zwischen 1782 und 1801. «1792 zahlte Bern dem Grundeigentümer des Rombachtälihofes, Major Daniel Pfleger, die runde Summe von 200 Gulden, weil eine Schlammlawine vom Stolleingang her seine Wiesen überflutet hatte».
Um 1807 war der Eisenstein in den drei Stollen erschöpft. Deshalb eröffnete der Aarauer Industrielle Johann Rudolf Meyer ein viertes Bergwerk am Hungerberg: den Meyerstollen.
Dieser war bester Freund von Johann Rudolf Meyer (Sohn), dem Erbauer der Meyerschen Stollen Aarau.
Der Hungerberg galt als eines der bedeutenderen Ausbeutungsgebiete am Jurarand zwischen Biel und Aarau. Der jährliche Erzertrag konnte sich in guten Jahren um 1760 auf 875 Tonnen erhöhen. Die Zahl der beschäftigten Grubenleute schwankte zwischen 8 und 20, je nach dem Betrieb in den Hüttenwerken. Um diese Zeit betrug der Taglohn eines Grubenarbeiters 12 bis 18 gute Kreuzer. Während der Helvetik wurde offenbar einzig in Küttigen gearbeitet; es wurden vom 1. Juni 1800 bis 10. März 1803 im ganzen 1467,7 Tonnen (durchschnittlich jährlich 489 Tonnen) im Wert von 4257 Fr. gefördert. 30 bis 40 Familienväter waren bei der Erzgewinnung tätig. Während des Staatsbetriebes von 1803–1820 wurde der Absatz der Erze schwieriger. Die Erzpreise sanken infolge der Konkurrenz der ausländischen Eisenproduktion; der Staat arbeitete mit immer grösser werdenden Verlusten, so dass der Grubenbetrieb 1820 eingestellt werden musste.
Ein Stollen ist 2014 eingestürzt.
Erforschung, Inventarisierung:

Visionskarte «Naherholungs Geschichtslehrpfad Rombachtäli».

Der Quartierverein Rombachtäli initiierte im Jahre 2018 die Aufarbeitung der Geschichte des historischen Tals, welche von der Kantonsarchäologie weitergeführt wurde. Ende April 2019 wurden wichtige, mehrmonatige kantonale Untersuchungen abgeschlossen. Die drei Bergwerk-Stolleneingänge des Erlach-, Vorsicht- und Meyer-Stollens im Rombachtäli / am Hungerberg und die Pingenfelder im Bereich Lindgrabe und Buechebni wurden von der kantonalen Archäologie als A-Fundstellen klassifiziert. Sie sind auf der archäologischen Online-Fundstellenkarte entsprechend verzeichnet.
Eine kantonale Karte archäologischer Fundstellen dient als Grundlage zur Umsetzung in der Nutzungsplanung und wird im Raumentwicklungsverfahren als rechtsgültige Grundlage konsultiert. Zudem ermöglicht sie den Gemeindebehörden die Erfüllung ihrer Meldepflicht gemäss § 41 Kulturgesetz.
Die weitverzweigten, unterirdischen Stollensysteme des Erlach-, Vorsicht- und Meyer-Stollens stufte die Kantonsarchäologie als D-Fundstellen ein. Diese sind jedoch nicht auf der Online-Fundstellenkarte verzeichnet, gehören aber ebenfalls zum archäologischen Fundstelleninventar und sind in der Datenbank der Kantonsarchäologie entsprechend erfasst. Archäologische Hinterlassenschaften sind gemäss § 38 Kulturgesetz grundsätzlich zu schützen und zu erhalten.
Der Quartierverein Rombachtäli hat eine Vision zur Entwicklung eines Natur-, Naherholungs- und Geschichtslehrpfads für die Agglomeration Aarau entworfen und befindet sich mit der Gemeinde Küttigen in Abklärungen für eine mögliche Realisierung. Die jahrhundertealten Stollen und Eingänge sind ein Zeugnis der lokalen Schweizer Geschichte und harter Arbeit von Vorfahren, die den heutigen Wohlstand mitbegründeten.